# Gedamsa
Gedamsa är en vulkan i Etiopien. Den ligger i den centrala delen av landet, 90 km sydost om huvudstaden Addis Abeba. Toppen på Gedamsa är 1 984 meter över havet.
Terrängen runt Gedamsa är kuperad åt nordväst, men åt sydost är den platt. Runt Gedamsa är det tätbefolkat, med 343 invånare per kvadratkilometer. Närmaste större samhälle är Wenjī, 15,4 km nordost om Gedamsa. Omgivningarna runt Gedamsa är en mosaik av jordbruksmark och naturlig växtlighet.